# 東経78度線
東経78度線（とうけい78どせん）は、本初子午線面から東へ78度の角度を成す経線である。北極点から北極海、アジア、インド洋、南極海、南極大陸を通過して南極点までを結ぶ。
東経78度線は、西経102度線と共に大円を形成する。

## 通過する地域一覧
東経78度線は、北極点から南極点まで南に向かって以下の場所を通っている。
| 地理座標                                             | 国土・領土・領海         | 備考 |
| ---------------------------------------------------- | ------------------------ | --- |
| 北緯90度0分 東経78度0分 / 北緯90.000度 東経78.000度  | 北極海                   | |
| 北緯81度7分 東経78度0分 / 北緯81.117度 東経78.000度  | カラ海                   | ヴィゼ島（ ロシア）のすぐ東を通過 |
| 北緯72度35分 東経78度0分 / 北緯72.583度 東経78.000度 | ロシア                   | オレニイ島（英語版）、ギダン半島 |
| 北緯72度6分 東経78度0分 / 北緯72.100度 東経78.000度  | ユラツスキー湾（英語版） | |
| 北緯71度51分 東経78度0分 / 北緯71.850度 東経78.000度 | ロシア                   | ギダン半島 |
| 北緯71度15分 東経78度0分 / 北緯71.250度 東経78.000度 | Khalmyer湾               | |
| 北緯70度56分 東経78度0分 / 北緯70.933度 東経78.000度 | ロシア                   | ギダン半島 |
| 北緯68度22分 東経78度0分 / 北緯68.367度 東経78.000度 | タゾフスカヤ湾           | |
| 北緯68度13分 東経78度0分 / 北緯68.217度 東経78.000度 | ロシア                   | ギダン半島 |
| 北緯67度40分 東経78度0分 / 北緯67.667度 東経78.000度 | タゾフスカヤ湾           | |
| 北緯67度31分 東経78度0分 / 北緯67.517度 東経78.000度 | ロシア                   | |
| 北緯53度11分 東経78度0分 / 北緯53.183度 東経78.000度 | カザフスタン             | バルハシ湖を通過 |
| 北緯42度52分 東経78度0分 / 北緯42.867度 東経78.000度 | キルギス                 | イシク・クルを通過 |
| 北緯41度4分 東経78度0分 / 北緯41.067度 東経78.000度  | 中華人民共和国           | 新疆ウイグル自治区 |
| 北緯35度35分 東経78度0分 / 北緯35.583度 東経78.000度 | アクサイチン             | インドと 中華人民共和国が領有権を主張 - 約11km |
| 北緯35度29分 東経78度0分 / 北緯35.483度 東経78.000度 | インド                   | ジャンムー・カシミール州 - 約10km（ パキスタンが領有権を主張） |
| 北緯35度24分 東経78度0分 / 北緯35.400度 東経78.000度 | アクサイチン             | インドと 中華人民共和国が領有権を主張 - 約10km |
| 北緯35度18分 東経78度0分 / 北緯35.300度 東経78.000度 | インド                   | ジャンムー・カシミール州（ パキスタンが領有権を主張） ヒマーチャル・プラデーシュ州 ウッタラーカンド州 ウッタル・プラデーシュ州 ラージャスターン州 マディヤ・プラデーシュ州 マハーラーシュトラ州 アーンドラ・プラデーシュ州 カルナータカ州 タミル・ナードゥ州 |
| 北緯8度20分 東経78度0分 / 北緯8.333度 東経78.000度   | インド洋                 | |
| 南緯60度0分 東経78度0分 / 南緯60.000度 東経78.000度  | 南極海                   | |
| 南緯69度7分 東経78度0分 / 南緯69.117度 東経78.000度  | 南極大陸                 | オーストラリア南極領土（ オーストラリアが領有権主張） |